# Cardinalidae
Los cardinálidos (Cardinalidae) son una familia de aves del orden Passeriformes que habita en Norte y Sudamérica. Las especies sudamericanas del género Paroaria no se incluyen en esta familia sino en Thraupidae.
Los miembros de esta familia son robustos pájaros comedores de semillas. Se asocian típicamente a los bosques abiertos. Los sexos suelen tener apariencias distintas. Se aparean temprano en la primavera. Sus nidos son de entramado suelto construidos sobre arbustos altos como madreselvas y rosales. Sus dietas incluyen semillas y frutos pequeños.
La familia es nombrada así por el color del plumaje de los machos de la especie tipo, Cardinalis cardinalis, que recuerda el color rojo de la vestimenta de los cardenales católicos.

## Lista de géneros y especies
Familia: Cardinalidae
- Género Periporphyrus
  - Periporphyrus erythromelas, piquigordo rojinegro
- Género Saltator, los saltadores  (estudios bioquímicos sugieren que los saltadores pueden ser de la familia Thraupidae)
  - Saltator albicollis, saltador antillano
  - Saltator atriceps, saltador de cabeza negra
  - Saltator atricollis, saltador de garganta negra
  - Saltator atripennis, saltador de alas negras
  - Saltator aurantiirostris, saltador de pico dorado
  - Saltator cinctus, saltador enmascarado
  - Saltator coerulescens, saltador ajicero
  - Saltator fuliginosus, piquigordo de garganta negra
  - Saltator grossus, piquigordo de garganta blanca
  - Saltator maxillosus, saltador de pico grueso
  - Saltator maximus, saltador de garganta canela
  - Saltator nigriceps, saltador de capota negra
  - Saltator orenocensis, saltador de pecho blanco
  - Saltator rufiventris, saltador colorado
  - Saltator similis, saltador de alas verdes
  - Saltator striatipectus, saltador rayado
- Género Caryothraustes
  - Caryothraustes canadensis, piquigrueso verde
  - Caryothraustes poliogaster, picogrueso carinegro
- Género Parkerthraustes  (esta especie podría pertenecer a  Thraupidae)
  - Parkerthraustes humeralis, piquigrueso de hombros amarillos
- Género Rhodothraupis
  - Rhodothraupis celaeno, piquigrueso de collar rojo
- Género Cardinalis
  - Cardinalis cardinalis, cardenal rojo
  - Cardinalis phoeniceus, cardenal bermejo
  - Cardinalis sinuatus, cardenal pardo
- Género Pheucticus
  - Pheucticus aureoventris, piquigrueso de pecho negro
  - Pheucticus chrysogaster, picogrueso ventridorado
  - Pheucticus chrysopeplus, picogrueso amarillo
  - Pheucticus ludovicianus, picogrueso pechirrosa
  - Pheucticus melanocephalus, picogrueso pechicafé
  - Pheucticus tibialis, piquigrueso ventriamarillo
- Género Cyanocompsa
  - Cyanocompsa brissonii, reinamora grande
  - Cyanocompsa cyanoides, picogrueso negro
  - Cyanocompsa parellina, colorín azul-negro
- Género Cyanoloxia
  - Cyanoloxia glaucocaerulea, reinamora chica
- Género  Passerina
  - Passerina amoena, colorín aliblanco
  - Passerina caerulea, picogrueso azul
  - Passerina ciris, colorín sietecolores
  - Passerina cyanea, colorín azul
  - Passerina leclancherii, colorín ventridorado
  - Passerina rositae, colorín ventrirrosado
  - Passerina versicolor, colorín oscuro
- Género Porphyrospiza
  - Porphyrospiza caerulescens, azulillo brasileño
- Género Spiza
  - Spiza americana, arrocero americano

Otros géneros que podrían pertenecer a esta familia:
- Género Amaurospiza (viene desde Emberizidae)
  - Amaurospiza carrizalensis, semillero de carrizales
  - Amaurospiza concolor, semillero azul
  - Amaurospiza moesta, semillero reinamora
- Género Piranga (viene desde Thraupidae)
  - Piranga bidentata, quitrique de espalda rayada
  - Piranga erythrocephala, quitrique de cabeza roja
  - Piranga flava, quitrique avispero
  - Piranga leucoptera, quitrique guamero
  - Piranga ludoviciana, quitrique de frente colorada
  - Piranga olivacea, quitrique rojo
  - Piranga roseogularis, quitrique de pecho rosado
  - Piranga rubra, quitrique colorado
  - Piranga rubriceps, quitrique de capucha roja
- Género Habia (viene desde Thraupidae)
  - Habia atrimaxillaris, piranga hormiguera de mejillas negras
  - Habia cristata, piranga hormiguera copetona
  - Habia fuscicauda, piranga hormiguera de garganta rosada
  - Habia gutturalis, piranga hormiguera sombría
  - Habia rubica, piranga hormiguera coronada
- Género Chlorothraupis (viene desde Thraupidae)
  - Chlorothraupis carmioli, frutero de Carmiol
  - Chlorothraupis olivacea, frutero de cejas limón
  - Chlorothraupis stolzmanni, frutero de pecho ocre
- Género Granatellus (viene desde Parulidae)
  - Granatellus pelzelni, reinita pechirroja
  - Granatellus sallaei, reinita yucateca
  - Granatellus venustus, reinita mexicana

## Nuevos resultados sobre relaciones taxonómicas
Un trabajo en proceso de publicación (Klicka et al.) propone una redefinición del grupo  Cardinalidae consistente en cinco clados bien definidos:
1. un clado  "enmascarado" consistente de los géneros Piranga, Cardinalis, Caryothraustes, Periporphyrus, y Rhodothraupis.
2. un clado  "azul" – Amaurospiza, Cyanocompsa, Cyanoloxia, Passerina, y Spiza.
3. un clado conteniendo Habia y Chlorothraupis.
4. Granatellus.
5. Pheucticus.

Además se muestra en este estudio que otros géneros tradicionalmente ubicados en este grupo (Porphyrospiza, Parkerthraustes, y Saltator) tienen afinidad con otras familias.

## Galería de imágenes

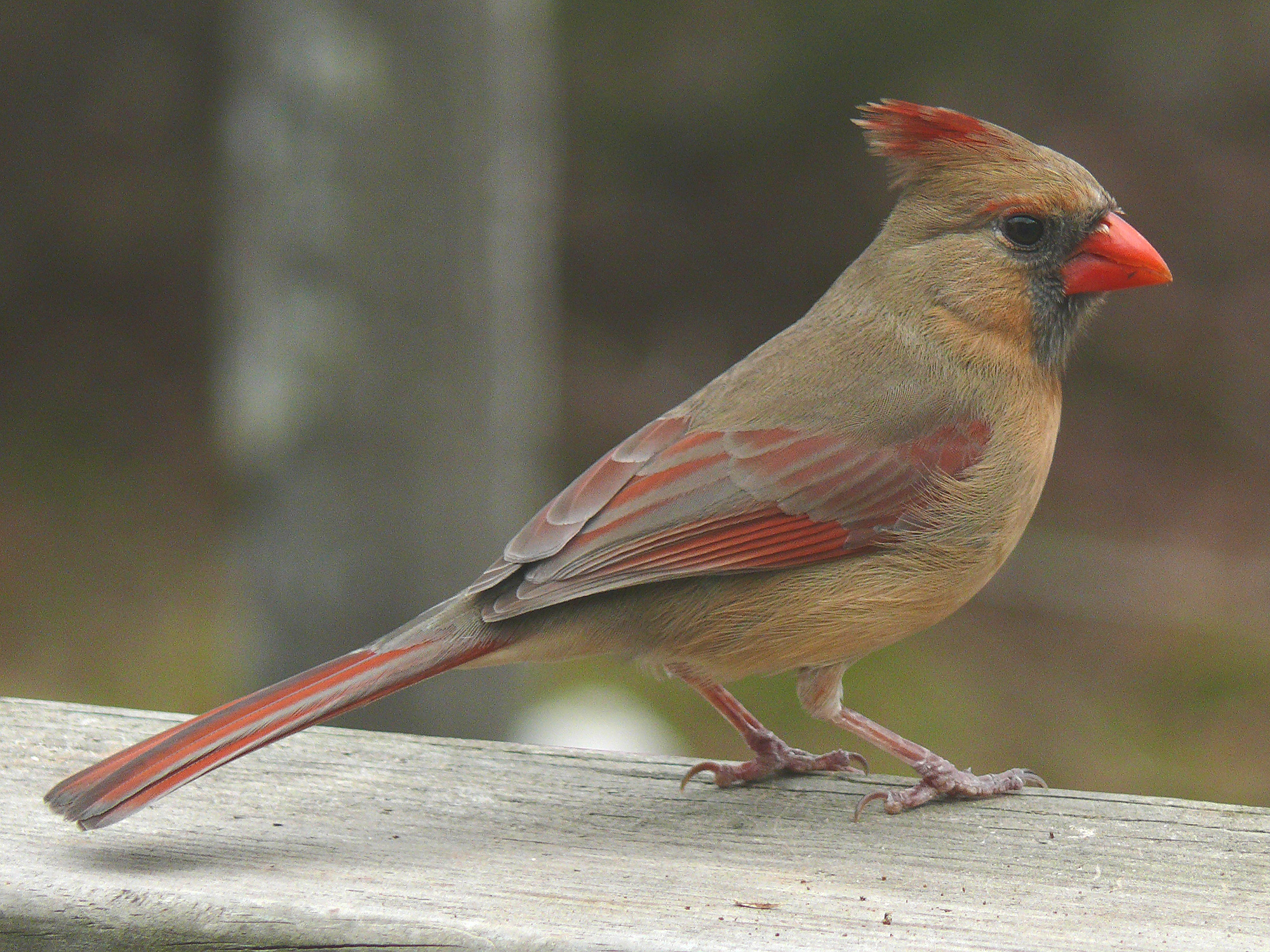
Hembra de Cardinalis cardinalis
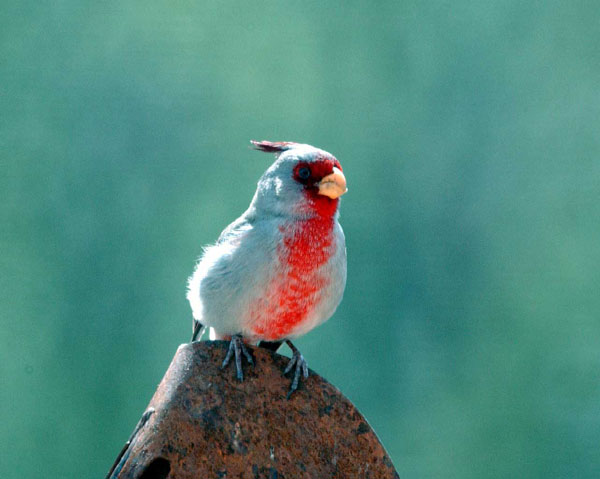
Macho de Cardinalis sinuatus
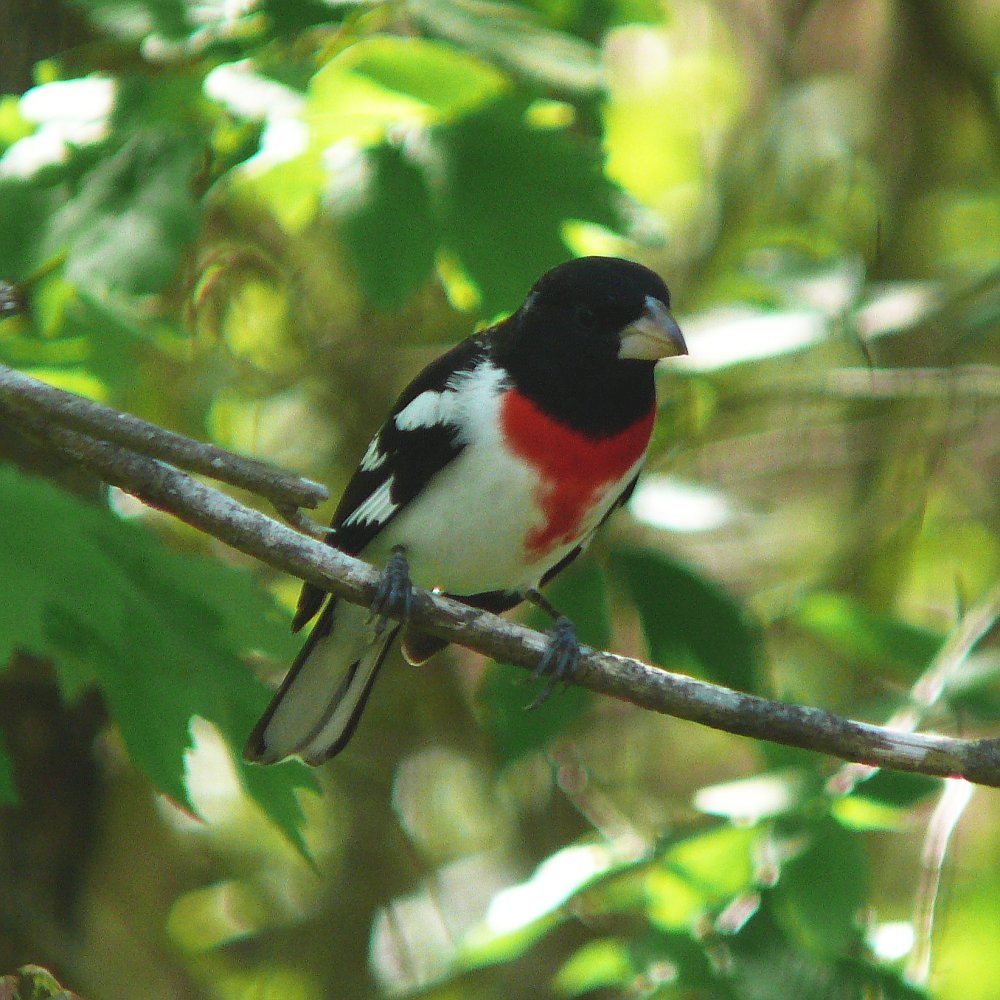
Macho de Pheucticus ludovicianus
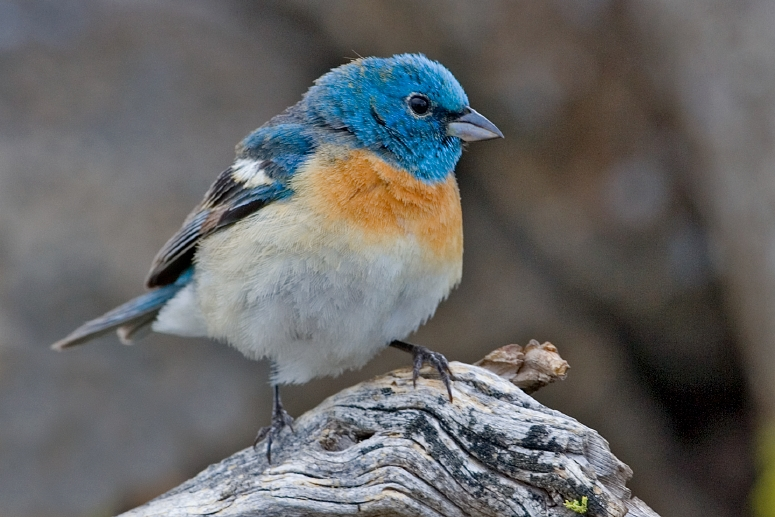
Macho de Passerina amoena
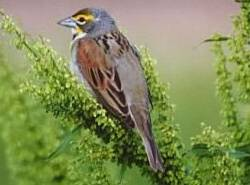
Spiza americana
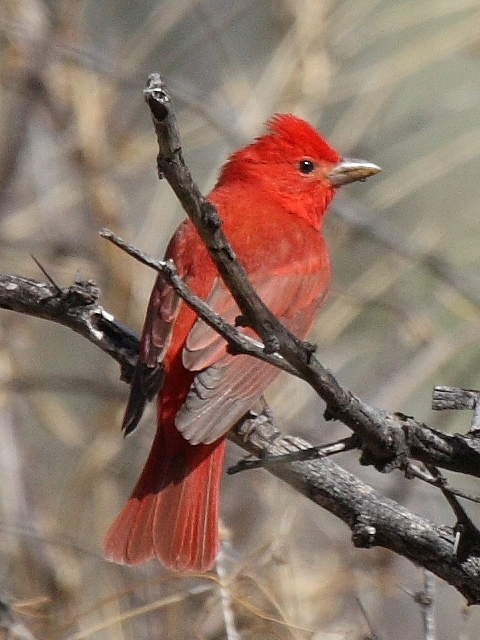
Macho de Piranga rubra